# Agentur für Innovation in der Cybersicherheit
Die Agentur für Innovation in der Cybersicherheit (kurz: Cyberagentur) ist eine 2020 gegründete bundeseigene GmbH mit Sitz in Halle (Saale). Aufgabe der Agentur ist es, Schlüsseltechnologien und Innovationen im Bereich der Cybersicherheit mit Forschungsvorhaben zu beauftragen, um die innere und äußere Sicherheit Deutschlands gegen Cyberattacken zu verbessern. Die Agentur ist ressortübergreifend den Bundesministerien für Verteidigung und Inneres zugeordnet und gehört zu den Bundesbeteiligungen.

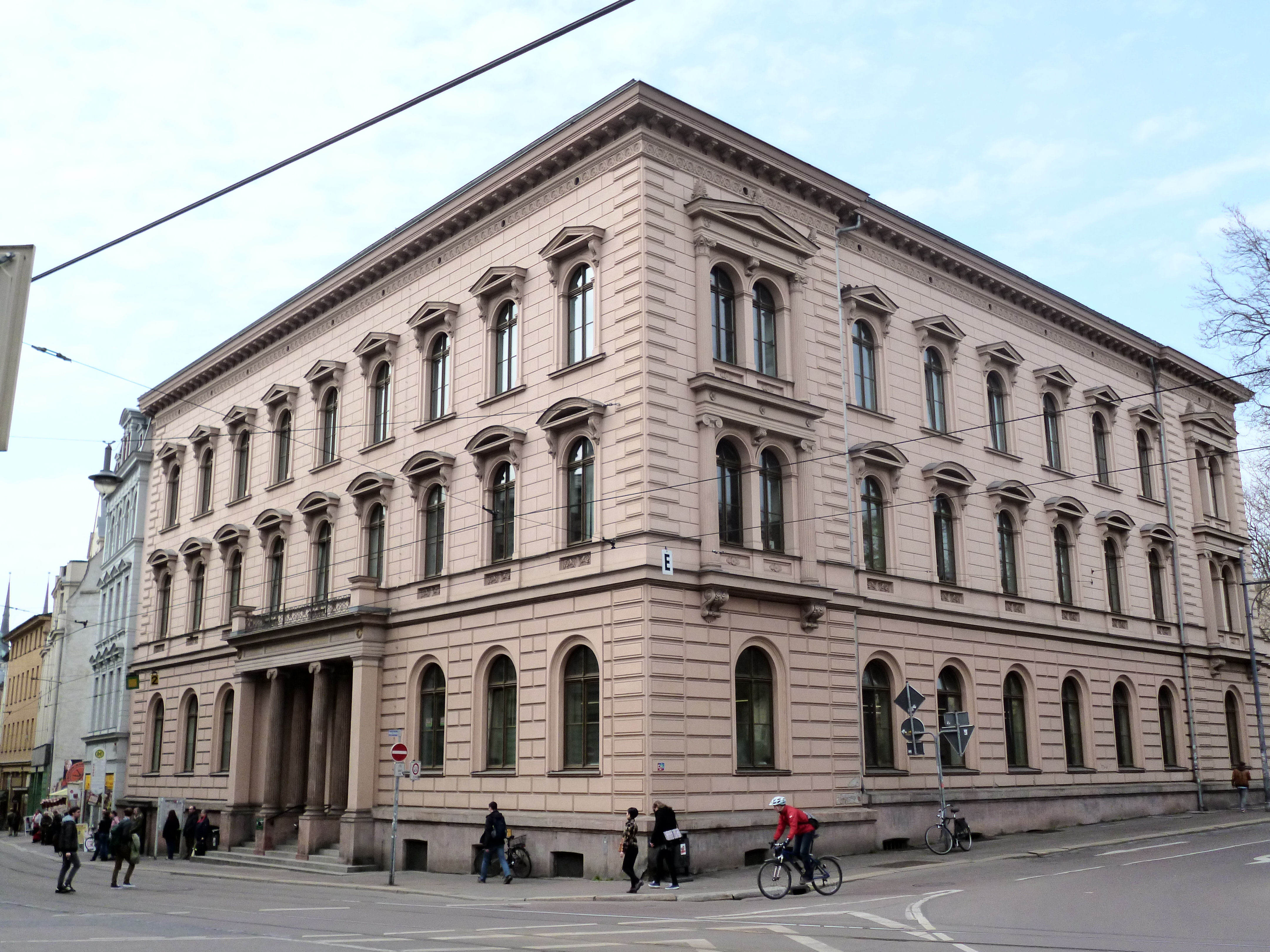
Außenansicht der Cyberagentur in der Großen Steinstraße in Halle (Saale).

## Geschichte
Die Bundesregierung beschloss im August 2018, eine Agentur für Innovation in der Cybersicherheit zu errichten. Anfang Juli 2019 wurde ein Letter of Intent durch die beiden federführenden Bundesministerien (Inneres und Verteidigung) sowie das Land Sachsen-Anhalt und den Freistaat Sachsen unterzeichnet. Im vierten Quartal 2019 befasste sich der Haushaltsausschuss des Deutschen Bundestages mit der Gründung der Agentur. Seit dem zweiten Quartal 2020 läuft die Gründung der Agentur und bis 2023 sollen laut Ursula von der Leyen 100 Arbeitsplätze geschaffen werden. Von 2019 bis 2023 wurde ein Budget von rund 200 Millionen Euro als Startkapital eingeplant. Am 15. Juni 2020 wurde die Gründungsurkunde unterzeichnet und Christoph Igel zum Geschäftsführer und Forschungsdirektor sowie Frank Michael Weber als Kaufmännischer Direktor und Geschäftsführer bestellt. Am 15. Juni 2020 hat die Agentur ihre Arbeit aufgenommen. Am 11. August 2020 wurde offiziell über den Start informiert. In diesem Zusammenhang wurde bekannt, dass das Budget bis 2023 auf 350 Mio. Euro erhöht wurde. Im Oktober 2020 fand die feierliche Eröffnung auf Ministerebene in Halle (Saale) statt.

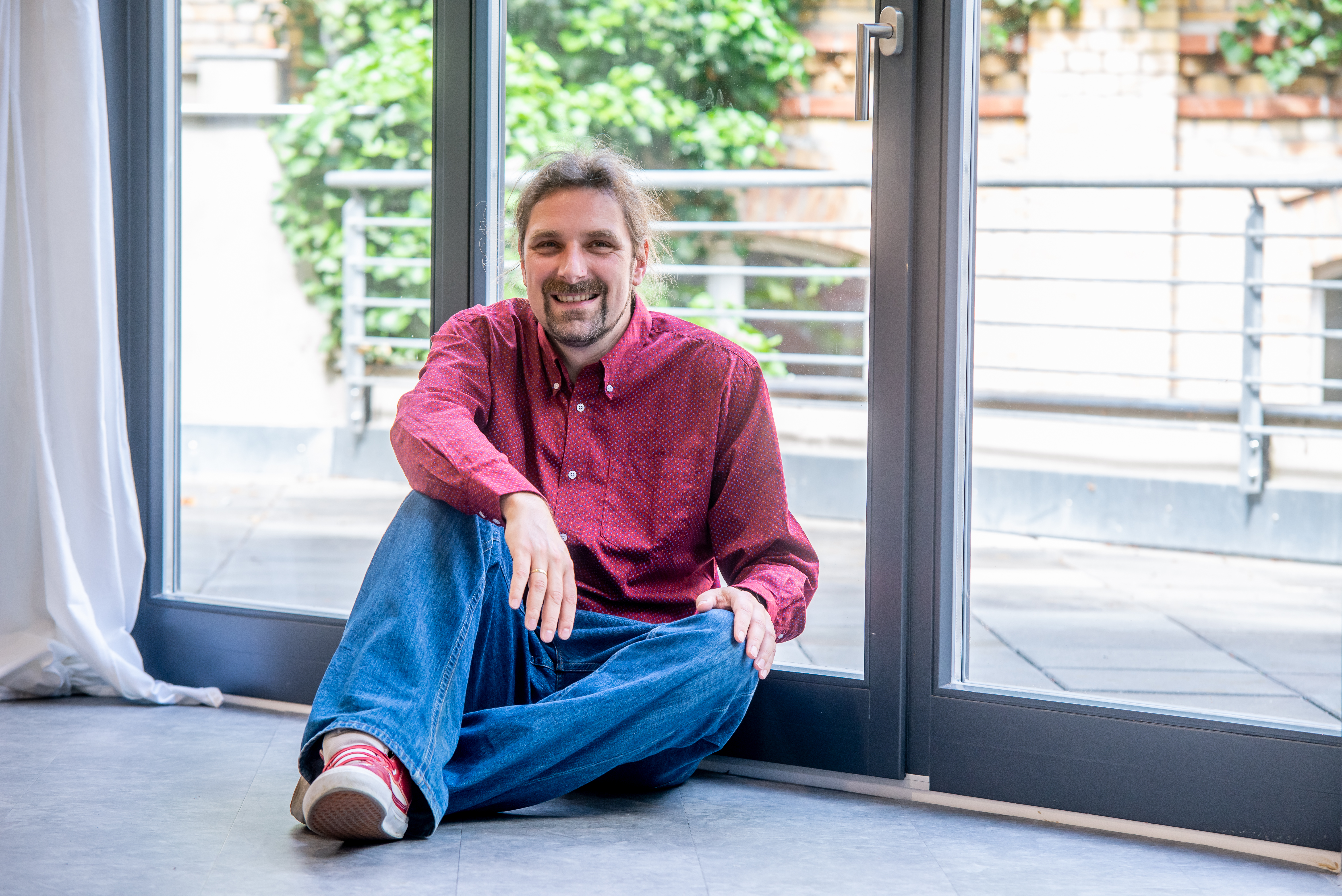
Christian Hummert, Forschungsdirektor der Agentur für Innovation in der Cybersicherheit im Juni 2022

Christoph Igel, der erste Forschungsdirektor der Agentur, verließ diese im Juni 2021 nach einem Jahr. Während die zuständigen Bundesministerien das Ausscheiden als „planmäßig“ bezeichneten, nannten Tageszeitungen eine zu starke Einmischung und überzogene Rechenschaftspflichten als Grund. Sein Nachfolger wurde Christian Hummert.
Interimsstandort war die Stadt Halle (Saale). Im Januar 2023 wurde bekannt, dass Halle (Saale) der feste Standort sein soll und kein Umzug zum Flughafen Leipzig-Halle stattfindet. Die offizielle Eröffnung fand am 14. März 2023 statt. Eingeweiht wurde die Cyberagentur vom Ministerpräsidenten von Sachsen-Anhalt Reiner Haseloff, vom sächsischen Staatssekretär für Verwaltungsmodernisierung Thomas Popp sowie von Vertretern des Bundesministeriums für Verteidigung und des Bundesministeriums des Innern. Ein zweiter Standort soll in Form eines Projektbüros in der sächsischen Landeshauptstadt Dresden entstehen.

## Aufgaben
Gegenstand der Agentur ist die gezielte Auftragsvergabe von ambitionierten Forschungsvorhaben mit hohem Innovationspotenzial auf dem Gebiet der Cybersicherheit und diesbezüglicher Schlüsseltechnologien für die Bedarfsdeckung des Staates im Bereich der Inneren und Äußeren Sicherheit. Damit arbeitet die Cyberagentur als Projektträger. Die Agentur soll insbesondere diejenigen innovativen Vorhaben fördern, die durch radikale technologische Neuheit marktverändernde Wirkung haben können. Ziele sind, die Technologiesouveränität im Cyber- und Informationsraum zu erhalten und bedarfsorientierte und zielgerichtete Forschungsaufträge zu ambitionierten Cybersicherheitstechnologien und diesbezüglichen Schlüsseltechnologien zu vergeben. Laut Verteidigungsministerium orientiert sie sich am Vorbild der Defense Advanced Research Projects Agency (DARPA).
Zu diesem Zweck werden insbesondere solche Forschungsvorhaben finanziert, die mit einem hohen Risiko bezüglich der Zielerreichung behaftet sind (Risikoaffinität). Hierfür blickt die Agentur zehn bis fünfzehn Jahre in die Zukunft. Es werden Technologien mit einem Technologie-Reifegrad (TRL) von eins bis vier beauftragt.
Die Forschungsfragen, die die Cyberagentur finanziert, identifiziert die Agentur sowohl auf Basis von Bedarfen, die von den staatlichen Akteuren der Cybersicherheitslandschaft der Bundesrepublik Deutschland ausgehen, als auch auf Basis eines umfassenden Monitorings der nationalen und internationalen Forschung und Entwicklung in den Bereichen Cybersicherheit. Primäre Bedarfsträger sind:
- das Bundesamt für Sicherheit in der Informationstechnik (BSI)
- die Zentrale Stelle für Informationstechnik im Sicherheitsbereich (ZITiS)
- und das Kommando Cyber- und Informationsraum (KdoCIR) der Bundeswehr.

Die durch die Agentur finanzierten Forschungsergebnisse werden der Bundesrepublik Deutschland vollumfänglich zur Verfügung gestellt.
Die veröffentlichte Strategie der Cyberagentur legt drei Themenfelder fest, in denen die Agentur Forschung beauftragt, dies sind:
- Sichere Gesellschaft
- Sichere Systeme
- Schlüsseltechnologien

Beispiele für von der Agentur finanzierte Forschungsprojekte sind:
- ein Projekt zur Datensicherheit bei Gehirn-Computer-Schnittstellen[17]
- ein Projekt zur IT-Forensik lernender intelligenter Systeme[18]
- ein Projekt zum Schutz kritischer Infrastrukturen[19]
- ein Projekt zur Erforschung mobiler Quantencomputer[20]

## Organisation
Die Geschäftsführung der Agentur für Innovation in der Cybersicherheit besteht aus zwei Personen:
- Christian Hummert leitet als Forschungsdirektor den Bereich Forschung und Innovation mit den Abteilungen: Sichere Gesellschaft, Sichere Systeme, Schlüsseltechnologien und Wissenschaftlicher Dienst
- Daniel Mayer leitet als kaufmännischer Direktor den Zentralbereich

Neben den Abteilungen besteht ein Leitungsstab zur Unterstützung der Geschäftsführung.
Als Kontrollorgan begleitet ein Aufsichtsrat die Agentur. Mitglieder des Aufsichtsrats sind unter anderem die beiden Bundestagsabgeordneten Wolfgang Hellmich und Jens Lehmann. In Forschungsfragen wird die Agentur durch einen wissenschaftlichen Beirat beraten.

## Dual Use und Innovative Vergabe
Die Agentur ist eine der wenigen Ausnahmen in der Bundesrepublik Deutschland, die nicht zwischen militärischer und ziviler Forschung trennt, sondern gezielt Dual-Use Technologien finanziert und auf Spillover-Effekte setzt. Die Expertenkommission Forschung und Innovation lobt dies in ihrem Jahresgutachten 2024. Der Freie Zusammenschluss von Studentenschaften kritisiert die Agentur hierfür und befürchtet, dass durch die Cyberagentur dem Verteidigungsministerium mehr Einfluss auf die Hochschulfinanzierung eingeräumt würde, und so Militarisierung vorangetrieben werde.
Die Auftragsvergabe von Forschungsleistungen durch die Agentur unterliegt grundsätzlich dem Vergaberecht. Doch ist die Vergabe von Auftragsforschung mit Schwierigkeiten behaftet, da sich die Forschungsleistung oft nur schwer in einer Leistungsbeschreibung genau beschreiben lässt. Die Expertenkommission Forschung und Innovation mahnt deshalb in ihrem Jahresgutachten 2023 mehr Freiräume für die Agentur an.
Bei der Forschungsvergabe nutzt die Agentur aus diesem Grund innovative Vergabeinstrumente wie das PCP-Verfahren (Pre-Commercial Procurement beziehungsweise Vorkommerzielle Auftragsvergabe). Dieses von der EU-Kommission geschaffene Vergabeinstrument erlaubt eine Vergabe, bei der mehrere Teilnehmerinnen und Teilnehmer im Wettbewerb gegeneinander antreten. Das ist insbesondere für Forschungs- oder Entwicklungsprojekte in einem sehr frühen Stadium, in dem noch keine marktreifen Produkte verfügbar sind, zweckmäßig und zielführend. Die Wehrbeauftragte des Deutschen Bundestages lobt dies in ihrem Jahresbericht 2022 als kreativen Weg.